# Verano en Staten Island
Verano en Staten Island (título original en inglés Staten Island Summer) es una película de género comedia de 2015 dirigida por Rhys Thomas, escrita por Colin Jost y protagonizada por Graham Phillips, Zack Pearlman, John DeLuca, Bobby Moynihan, Will Forte, Fred Armisen, Cecily Strong, Owen Benjamin y Ashley Greene. Fue estrenada en plataformas digitales el 30 de junio de 2015, distribuida por Paramount Pictures.

## Resumen
La película relata los últimos días del verano de Danny y Frank, que dentro de poco marcharán a la universidad. Ambos están trabajando como salvavidas y tratando de ganar algún dinero para su nueva etapa. A pesar de todo, se las arreglan para encontrar tiempo de preparar una fiesta de despedida del verano.

## Reparto
- Graham Phillips : Danny
- Zack Pearlman : Frank
- John DeLuca : Anthony
- Bobby Moynihan : Skootch
- Mike O'Brien : Chuck
- Will Forte : Griffith
- Fred Armisen : Victor
- Cecily Strong : María Elena
- Ashley Greene : Krystal Manicucci
- Owen Benjamin : inspector veterinario
- Vincent Pastore : Leo Manicucci
- Kate Walsh : madre de Danny
- Gina Gershon : señora Greeley
- Colin Jost : oficial Callahan
- Jim Gaffigan : padre de Danny
- Method Man : Konko
- Mary Birdsong : Bianca Manicucci
- Jackson Nicoll : Wendell
- Kate McKinnon : señora Bandini Jr.
- Penny Marshall : trabajador del Club de Natación

## Producción
El 28 de agosto de 2013, John DeLuca se incorporó al elenco. El 18 de septiembre de 2013, Gina Gershon se incorporó al elenco. El rodaje comenzó en agosto de 2013.

## Lanzamiento
La película fue lanzado para su descarga digital el 30 de junio de 2015. La película fue estrenada el 31 de julio de 2015, en Netflix.